# Haltichella uncinatus
Haltichella uncinatus är en stekelart som beskrevs av Schmitz 1946. Haltichella uncinatus ingår i släktet Haltichella och familjen bredlårsteklar. Inga underarter finns listade i Catalogue of Life.